# Grundtjärnen (Ekshärads socken, Värmland)
Grundtjärnen är en sjö i Hagfors kommun i Värmland och ingår i Göta älvs huvudavrinningsområde. Sjön har en area på 0,118 kvadratkilometer och ligger 174,5 meter över havet. Sjön avvattnas av vattendraget Grundan (Noran). Vid provfiske har abborre, gädda och mört fångats i sjön.

## Delavrinningsområde
Grundtjärnen ingår i det delavrinningsområde (667365-136911) som SMHI kallar för Mynnar i Noret. Medelhöjden är 191 meter över havet och ytan är 8,62 kvadratkilometer. Räknas de 3 avrinningsområdena uppströms in blir den ackumulerade arean 66,65 kvadratkilometer. Grundan (Noran) som avvattnar avrinningsområdet har biflödesordning 3, vilket innebär att vattnet flödar genom totalt 3 vattendrag innan det når havet efter 359 kilometer. Avrinningsområdet består mestadels av skog (58 procent), öppen mark (10 procent) och sankmarker (10 procent). Avrinningsområdet har 0,12 kvadratkilometer vattenytor vilket ger det en sjöprocent på 1,4 procent.